# Monique Velzeboerová
Monique Cornelia Annamaria Velzeboerová (nepřechýleně Monique Velzeboer; * 18. října 1969, Oud Ade) je nizozemská bruslařka a fotografka.

## Životopis
Na zimních olympijských hrách v Calgary v roce 1988 získala zlato, stříbro a bronz v disciplíně short track, kdy se rychlobruslení na krátké dráze konalo jako ukázkový sport. Na zimních olympijských hrách v roce 1992 se umístila také na 4. místě v dráze na 500 metrů. Její život elitní sportovní hvězdy však brzy skončil, během tréninku na zimní olympijské hry v roce 1994 Monique nešťastně upadla ve Font-Romeu a zlomila si obě zápěstí a ochrnula. 
Po těžkém období je nyní Monique plná života. Pracuje jako fotografka a jezdí po celém světě na nejpůsobivější místa k fotografování, byla už v Mexiku, Indii, Rwandě, Bangladéši a Nepálu. Fotografie Monique pro Liliane Fund, fond, který se věnuje dětem s postižením v rozvojových zemích. Prostřednictvím Nadace Monique Velzeboerová prodává fotografie, kalendáře, pohlednice a výtěžek jde do fondu Liliane.
Její tři sourozenci, Simone, Mark a Alex, byli také rychlobruslaři. Stejně jako její neteře Xandra a Michelle.